# Sojuz TMA-17
Sojuz TMA-17 (ryska: Союз ТMA-17) var en flygning i det ryska rymdprogrammet. Flygningen gick till Internationella rymdstationen. Farkosten sköts upp från Kosmodromen i Bajkonur med en Sojuz-FG-raket den 20 december 2009. Man dockade med rymdstationen den 22 december 2009.
Den 12 maj 2010 flyttade man farkosten från Zarjamodulens nadirport till Zvezdamodulens akterport. 
Efter att ha tillbringat 163 dagar i rymden lämnade farkosten rymdstationen den 2 juni 2010. Några timmar senare återinträdde den i jordens atmosfär och landade i Kazakstan.
I och med att farkosten lämnade rymdstationen var Expedition 23 avslutad.